# Formiato de amila
Formiato de amila (outros nomes com formato ou metanoato no lugar de formiato, e propil(a/o), n-amil(a/o) ou n-amil(a/o) no lugar de amil(a/o)) é um éster